# Анестетіс мінливий
Анесте́тіс мінли́вий (лат. Anaesthetis testacea Fabricius, 1781 = Cerambyx lividus (Herbst) Gmelin, 1790 = Cerambyx teutonicus Gmelin, 1790 = Leptura fusca Geoffroy, 1785)  — вид жуків з родини вусачів.

## Хорологія
Хорологічно A. testacea — це пан'європейський вид європейського зооґеографічного комплексу. Ареал охоплює Європу, Кавказ, Малу Азію.

## Екологія
Консортивно пов'язаний з листяними породами дерев. Комахи активні в присмерку, проте літають і в похмуру погоду. Часто трапляються на гілках дерев, трав'янистих рослинах, квітів не відвідують. Літ триває у травні-червні. Личинка заселяє сухі гілочки листяних дерев, чагарників.

## Морфологія

### Імаго
Голова між вусиками майже плоска. Вусикові горбики ледве намічені. Вусики війчасті, коротші за тіло. Передньоспинка поперечна, без бічних горбиків. Надкрила витягнуті, паралельні, закруглені на кінці. Ноги короткі, кігтики прості. Тіло витягнуте, густо пунктироване, в ніжних волосках, забарвлене в рудий, до буруватого, кольори. Довжина тіла становить 6-10 мм

### Личинка
Тіло личинки біле, покрите густими, довгими щетинками. Вусики 2-членикові. З кожної сторони голови по 1 вічку. Мандибули короткі, гладкі, плавно вирізані на вершині. Основна частина пронотуму з сильно опуклим овальним полем, покритим глибокими прямими борознами. Терґіт задньогрудей, стерніти середньо- і задньогрудей, а також дорзальні і вентральні мозолі ґранульовані в 2 ряди. Дихальця округлі, з декількома краєвими камерами.

## Життєвий цикл
Розвиток триває один рік.

## Підвиди
- Anaesthetis testacea testacea (Fabricius, 1781)
- Anaesthetis testacea rufescens Baeckmann, 1903